# انتخابات سراسری سوئد (۲۰۲۲)
انتخابات سراسری سوئد در ۱۱ سپتامبر ۲۰۲۲ برای انتخاب ۳۴۹ عضو ریکسداگ در سوئد برگزار شد. در این انتخابات نخست‌وزیر سوئد تعیین شد. طبق قانون اساسی، انتخابات منطقه‌ای و شهرداری‌ها نیز در همین روز برگزار گردید. نتایج اولیه ارائه شده در ۱۵ سپتامبر نشان داد که احزاب دولتی اکثریت خود را از دست دادند. در این انتخابات اولف کریسترسون، رهبر حزب میانه رو (M)، نخست‌وزیر سوئد شد.
پس از انتخابات سراسری سوئد در سال ۲۰۱۸، حزب سوسیال دموکرات سوئد (S) به رهبری استفان لوفون با حزب سبزها (MP) دولت تشکیل داد، این در حالی بود که حزب مرکز (C)، حزب چپ (V) و لیبرال‌ها (L) در طول این مدت رای ممتنع دادند. دولت که با رای اعتماد در ۱۸ ژانویه ۲۰۱۹. تأیید شد و در آن اتحاد C و L شرکت داشتند، عملاً منحل گردید. در اواخر سال ۲۰۲۱، یک اتحاد غیررسمی جناح راست توسط (M) با کریسترسون به عنوان نامزد نخست‌وزیری دولتی از جمله دموکرات‌های مسیحی (KD) و با حمایت L و دموکرات‌های سوئد (SD) تشکیل شد. استفان لوفون طی دوران همه‌گیری کووید-۱۹ در سوئد عهده‌دار حکومت بود، حتی در هنگامی‌ که دولت او در ۷ ژوئن ۲۰۲۱ به دلیل عدم رای اعتمادی که بر سر کنترل اجاره بها آغاز شد، برای مدت کوتاهی برکنار شد. در نهایت لوفون در نوامبر ۲۰۲۱ از تمام مناصب سیاسی استعفا داد. ماگدالنا اندرسون، وزیر سابق دارایی سوئد، جانشین او شد و از آن زمان به بعد کابینه اندرسون را رهبری کرد و C, V و MP به عنوان احزابی که رای اعتماد دادند، از دولت او حمایت کردند.
دوره مبارزات انتخاباتی با مسائلی در رابطه با الحاق سوئد به ناتو به دلیل تهاجم روسیه به اوکراین در سال ۲۰۲۲ و همچنین با بحران جنایات، انرژی، اقتصاد و مهاجرت مواجه شد. احزاب پارلمانی تا ماه‌های ژوئیه و اوت به مبارزات انتخاباتی پرداختند، در حالی که در اواخر اوت SD در نظرسنجی‌ها از M پیشی گرفت. نظرسنجیهای خروجی نشان داد که S و احزاب اعتماد و عرضه در برابر بلوک حول M پیشتاز بودند. در طول شمارش نتایج اولیه و بعداً، اداره انتخابات سوئد گفت که بلوک اطراف M با سه کرسی از بلوک اطراف S پیشی گرفت. اندرسون سه روز بعد نتیجه انتخابات را پذیرفت و به دنبال آن روز بعد استعفا داد.

خط روند رگرسیون محلی نتایج نظرسنجی از سپتامبر ۲۰۱۸ تا انتخابات سپتامبر ۲۰۲۲. هر خط مربوط به یک حزب سیاسی است.

| مهمانی - جشن | مهمانی - جشن            | شعار اصلی                                   | ترجمه انگلیسی                                        |
| ------------ | ----------------------- | ------------------------------------------- | ---------------------------------------------------- |
|              | حزب سوسیال دموکرات سوئد | Tilsammans kan vi göra vårt Sverige bättre  | ما با هم می‌توانیم سوئد خود را بهتر کنیم              |
|              | حزب میانه‌رو             | Nu får vi ordning på Sverige                | بیایید سوئد را مرتب کنیم                             |
|              | دموکرات‌های سوئد         | Sverige ska bli bra igen... och inget snack | سوئد دوباره خوب خواهد شد… و هیچ حرف خالی             |
|              | حزب مرکز                | För Sveriges Bästa                          | به نفع سوئد                                          |
|              | حزب چپ                  | Andra lovar, vi levererar                   | دیگران قول می‌دهند، ما عمل می‌کنیم                     |
|              | دموکرات مسیحی           | Redo att göra Sverige tryggare              | آماده برای امن تر کردن سوئد                          |
|              | لیبرال‌ها                | Utan oss inget maktskifte                   | بدون ما تغییری در قدرت صورت نمی‌گیرد                  |
|              | حزب سبز                 | Alla ska med när Sverige ställer om         | هنگامی که سوئد انتقال یابد، همه به آن ملحق خواهند شد |
| منابع:       |                         |                                             |                                                      |

| حزب | حزب |
| --- | --- |
| کل  |     |

### نقشه‌ها

نقشه انتخابات عمومی سوئد در سال ۲۰۲۲ در سایه قدرت حزب
نقشه انتخابات عمومی سوئد در سال ۲۰۲۲ در سایه قدرت ائتلاف

## عواقب

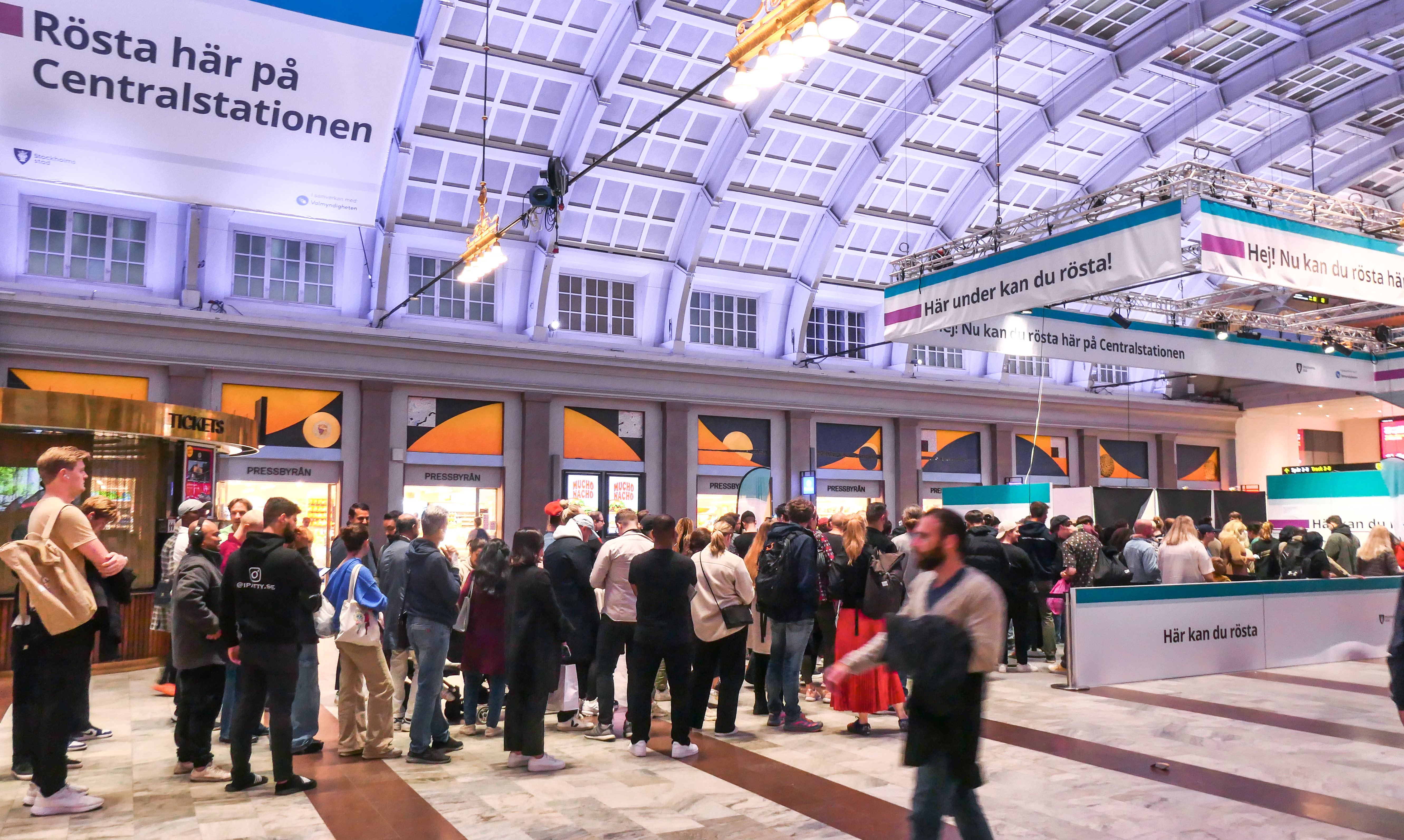
صدها نفر برای رای دادن در ایستگاه مرکزی استکهلم، ۳۵دقیقه قبل از زمان بسته شدن، در روز انتخابات، ۱۱ سپتامبر ۲۰۲۲، صف می‌کشند.